# Aleksander Korecki
Aleksander Korecki, także Alek Korecki (ur. 19 lipca 1955) – polski saksofonista jazzowy i rozrywkowy, grający na saksofonie altowym, tenorowym, sopranowym, barytonowym i klarnecie basowym. Multiinstrumentalista, kompozytor, autor tekstów. Członek Polskiego Stowarzyszenia Jazzowego i ZAiKS.

## Życiorys
W 1979 roku ukończył Akademię Muzyczną we Wrocławiu, na Wydziale Instrumentalnym, w klasie fletu. Jest laureatem wielu nagród, m.in.: Stypendium Komedy (1981), III nagrody na Festiwalu Jazz nad Odrą (1981) i nagrody za kompozycję jazzową – Pomorska Jesień Jazzowa (1983). Jest także współautorem i wykonawcą muzyki do Lykantropii (1981) Piotra Dumały.
Alek Korecki współtworzył nurt młodego polskiego jazzu lat 80. Był członkiem takich legendarnych formacji jazzowych, jak: Sesja 80 Acoustic Action, Free Cooperation, Young Power, Pick Up Formation, czy Tie Break, gdzie objawił się jako propagator muzycznej wolności, niezależności i improwizacji. Wielokrotnie grywał też z Włodzimierzem Kiniorskim.
Włączył się również w nurt rocka niezależnego tamtego okresu, dołączając, m.in. do Tiltu, Brygady Kryzys i Izraela. W ostatnich trzech dekadach uczestniczył we wszystkich najważniejszych wydarzeniach off-jazzowych i rockowych w Polsce.
Od lat współpracuje z Elektrycznymi Gitarami. W 1992 nagrał z nimi ich debiutancką płytę pt. Wielka Radość. Na stałe związał się z grupą w 1995, nagrywając krążek Chałtury, na której znalazły się piosenki Elektrycznych Gitar w wersjach na żywo. Jego współpraca z zespołem trwa do dziś.
Autorski projekt saksofonisty nosi nazwę Z Całym Szacunkiem Dzika Świnia; Alek Korecki grywa też z zespołem Dziady Żoliborskie i grupą Neuma, z którą wydał instrumentalny album Weather w 2006 roku.
W 2005 roku Korecki wrócił do Brygady Kryzys, z którą występuje także na koncertach. Wcześniej nagrał z nią płytę Cosmopolis w 1992 roku. Przyjaźni się z Markiem „Zefirem” Wójcickim, z którym grywa koncerty alternatywnego jazzu.
Od 2008 roku jest członkiem reaktywowanej przez Roberta Brylewskiego i Macieja Góralskiego grupy Kryzys, z którą w roku 2010 nagrał płytę Kryzys komunizmu.
Grał, nagrywał i nadal występuje z takimi wykonawcami, jak: Voo Voo, Martyna Jakubowicz, Dżem, Daab, Kobranocka, Big Band Ireneusza Dudka, Jorgos Skolias, Roman Wojciechowski (w formacji DDD), Wilki, Twinkle Brothers, Jacek Kleyff i Orkiestra Na Zdrowie, Krzysztof Ścierański, Tomasz Szukalski, Leszek Możdżer, Sławomir Kulpowicz, Bronisław Duży, Jan Ptaszyn Wróblewski, Janusz Yanina Iwański, Leszek Biolik, bracia Pospieszalscy, Tymański Yass Ensemble, Miłość, Stanisław Sojka, Muniek Staszczyk, Pianohooligan i wielu innych.

## Dyskografia solowa
- 1985: Pick Up Formation Zakaz fotografowania
- 1987: Young Power Young Power
- 1988: Young Power Nam Myo Ho Renge Kyo
- 1989: Young Power Man of Tra[6]
- 1989: Pick Up Formation To nie jest jazz
- 1991: DDD Dużo Dobrych Dźwięków[4]
- 1994: Wilki Acousticus Rockus
- 1997: Stół Pański „Gadające drzewo”
- 1998: Aleksander Korecki Korekcja
- 2007: Graal Live in Bohema Jazz Club
- 2010: Aleksander Korecki Świat Ashkwili